# Belle Glade
Belle Glade is een plaats (city) in de Amerikaanse staat Florida, en valt bestuurlijk gezien onder Palm Beach County.

## Demografie
Bij de volkstelling in 2000 werd het aantal inwoners vastgesteld op 14.906.
In 2006 is het aantal inwoners door het United States Census Bureau geschat op 15.233, een stijging van 327 (2,2%).

## Geografie
Volgens het United States Census Bureau beslaat de plaats een oppervlakte van
12,0 km², geheel bestaande uit land. Belle Glade ligt op ongeveer 3 m boven zeeniveau.

## Plaatsen in de nabije omgeving
De onderstaande figuur toont nabijgelegen plaatsen in een straal van 24 km rond Belle Glade.